# Lipinki (powiat bialski)
Lipinki – wieś w Polsce, położona w województwie lubelskim, w powiecie bialskim, w gminie Sosnówka.
| SIMC    | Nazwa       | Rodzaj    |
| ------- | ----------- | --------- |
| 0019850 | Czetwertyny | część wsi |
| 1024132 | Lipiny      | część wsi |
| 0019867 | Omszana     | część wsi |
| 1024161 | Pieńki      | część wsi |
| 1024190 | Zabagnie    | część wsi |
| 0019873 | Zofijówka   | część wsi |

W latach 1975–1998 wieś należała administracyjnie do województwa bialskopodlaskiego.
Wieś jest sołectwem w gminie Sosnówka. Według Narodowego Spisu Powszechnego z roku 2011 wieś liczyła 191 mieszkańców i była piątą co do wielkości miejscowością gminy.
Wierni Kościoła rzymskokatolickiego należą do parafii Podwyższenia Krzyża Świętego w Żeszczynce.